# Gara Beclean pe Someș
Gara Beclean pe Someș este o stație de cale ferată care deservește orașul Beclean, județul Bistrița-Năsăud, România.